# アダム・ハラシェヴィチ
アダム・ハラシェヴィチ（ポーランド語: Adam Harasiewicz, 1932年7月1日 - ）は、ポーランド出身のピアニストである。日本ではCDや出版物によってはハラシェヴィッチやハラシェビチ、ハラシェビッチなどと表記される場合もある。

## 略歴
ポズナン近郊のホジェシに生まれる。10歳でピアノを習い、15歳の時にジェシュフで開催されたピアノ・コンクールで優勝した後、カジミェシュ・ムルスキとヤニーナ・ストヤフスカに学び、クラクフ音楽院ではズビグニェフ・ジェヴィエツキに師事した。またアルトゥーロ・ベネデッティ・ミケランジェリの下で研鑽を積んだ。
1955年、ワルシャワで開催された第5回ショパン国際ピアノコンクールで、ウラディーミル・アシュケナージを抑えて優勝を果たし、ポーランド国内では一躍国民的スターとなった。母国では49年にハリーナ・チェルニー＝ステファンスカ以来２人目の優勝者であった。アシュケナージが２位になったことに納得のできなかったミケランジェリが抗議して審査員を降りるという騒動もあった。
なお、審査で不正があったかに語られることもあるが、アシュケナージが１位を取れなかったのは、３次予選で弾いた第２協奏曲で90小節以降を間違って繰り返すという致命的なミスを犯したことによるとされている。
コンクールで優勝して間もなくクラクフ音楽院を首席で卒業し、東西ヨーロッパの各から招かれ、ショパン弾きとして活動を始め、1957年にロンドンでハリエット・コーエン財団からメダルを授与される。58年、ブリュッセル万国博覧会に参加、60年にはショパン生誕150年記念の文化大使としてアメリカに派遣され、ニューヨークを始め各地で行われた演奏会は大成功を収めた。
その後、ジェシュフの名誉市民に選ばれ、1950年代以降はオーストリアのザルツブルクに住んでいる。日本には1961年に初めて訪れている。
また、ショパン国際ピアノコンクールには1995年（第13回）、2010年（第16回）、2015年（第17回）、2021年（第18回）に審査員としても参加している。

## 録音
フィリップス・レーベル（現在はデッカ・レコードに統合）にショパンの主要ピアノ作品を1958年から1974年にかけて録音している（ただし、国内盤は2021年現在ほとんど廃盤状態であり、輸入盤なら廉価盤BOXで入手可能）。この他、1966年にはドイツ・グラモフォンにも『英雄ポロネーズ』などを録音している。また、1993年から2010年にかけては、ポーランド国立ショパン協会の自主レーベルであるNIFCレーベルに『マズルカ全集』（ただし『第55番 ニ長調（KK IVb-2, BI 71）』を除く）を録音し、これは2011年に発売された（輸入盤で入手可能）。